# Тапакуло панамський
Тапакуло панамський (Scytalopus panamensis) — вид горобцеподібних птахів родини галітових (Rhinocryptidae).

## Поширення
Вид поширений у районі гори Такаркуна на панамсько-колумбійському кордоні та гори Малі на півдні Панами. Мешкає в підліску вологого гірського лісу та його узліссях на висотах від 1050 до 1500 м.